# كينجي ناكانيشي
كينجي ناكانيشي (بالكانا:なかにし けんじ) هو سياسي ياباني، ولد في 4 يناير 1964. انتخب عضو مجلس المستشارين عن دائرة Kanagawa at-large district ‏ وقد انضم خلال فترته النيابية للكتلة البرلمانية الحزب الليبرالي الديمقراطي الياباني.